# Chiesa di Sant'Agata (Moltrasio)
La chiesa di Sant'Agata è un edificio di culto cattolico di Moltrasio, in provincia e diocesi di Como.

## Storia e descrizione
Situata in località Vignola, la chiesa risale alla seconda metà dell'XI secolo.
Esternamente, si presenta come un edificio a due navate chiuse da absidi semicircolari, delle quali una (quella di destra) fu aggiunta successivamente rispetto all'impianto originario.
La facciata, a capanna, è allungata verso destra, dove è visibiile un ingresso tamponato. Nella parte sinistra, più antica, la facciata è decorata da archetti ciechi che corrono lungo il sottotetto e aperta da un portale realizzato laddove si trovava una trifora.
La parete esterna del lato sinistro ospita una prima coppia di affreschi, raffiguranti rispettivamente un San Cristoforo (XIII secolo) e un Martirio di Sant'Agata, quest'ultimo incluso in tre archetti ciechi.
Il lato destro, che ospita due contrafforti, è invece aperto da due finestre strombate realizzato al di sopra di due archi.
Internamente, la chiesa si presenta con tre campate e una copertura a volte a crociera.
Un secondo ciclo di affreschi, di epoca medievale, è conservato all'interno dell'abside maggiore ove sono raffigurate figure di devoti, tra cui Santa Lucia. L'abside minore ospita invece una mandorla contenente un affresco di Cristo tra i santi Rocco e Antonio Abate, opera attribuita a Giovanni Andrea De Magistris. La volta a crociera della navata principale ospita lacerti di affreschi medievali di angeli e decorazioni geometriche.
Sopra l'altare della navata sinistra si trova un Crocifisso ligneo rinascimentale caratterizzato da estremità polilobate.
La chiesa è dotata, sul lato nord, di un campanile aperto da monofore e bifore e caratterizzato da cinque ordini di specchiature sottolineate da archetti.
Durante le epidemie di peste del XVII secolo, la chiesa funse da lazzaretto.